# Puente Romano (Córdoba)
Die Puente Romano (span. „Römische Brücke“) in der spanischen Stadt Córdoba, auch Puente Viejo (span. „Alte Brücke“) genannt, ist eine nach der Schlacht von Munda (45 v. Chr.) von den Römern errichtete Brücke über den Guadalquivir. Sie hat 16 Bögen und war einst Bestandteil der Via Augusta. Im 10. Jahrhundert wurde das Bauwerk von den in Córdoba residierenden maurischen Kalifen vollständig erneuert und nach der Reconquista noch mehrfach renoviert.
Der Torre de la Calahorra am der Altstadt abgewandten Ende der Brücke wurde im Mittelalter als Wachturm der Brücke erbaut. Heute beherbergt er ein Museum der Stiftung Roger Garaudy, das sich mit dem Zusammenleben der verschiedenen Religionen in der Kalifatszeit befasst. Im Mittelteil der Brücke befindet sich eine Statue des Erzengels Raphael aus dem 17. Jahrhundert.
Die Brücke wurde außerdem als Drehort für Game of Thrones genutzt und stellt dort die "Lange Brücke von Volantis" dar.